# Supplizio della tomba
Il Supplizio della tomba fa parte dell'assetto dogmatico dell'Islam e, come quasi tutti questi passaggi, ha una valenza escatologica.

## Descrizione
Secondo l'Islam ogni essere umano, una volta morto e inumato nella nuda terra, col capo rivolto verso la Kaʿba di Mecca, riceve la visita di due angeli: Munkar e Nakīr.
Resuscitatane una parte infinitesimale, in genere prelevata dal cuore, essi lo interrogheranno circa la sua fede e, in caso essa non sia quella "retta" (cioè quella islamica), al morto sarà inflitto un tormento fisico e spirituale assai intenso che durerà, come pena anticipata, fino alla fine del mondo terreno. Nell'ultimo giorno - il Giorno del Giudizio - Allāh gli irrogherà la condanna prevista, sulla cui eternità i teologi hanno a lungo discettato.
Se infatti tutti sono concordi nel ritenere che la condanna all'Inferno non sarà eterna per chiunque sia stato musulmano, ancorché reprobo o empio, non è chiaro se questo varrà per il resto dell'umanità e per quei fedeli di religioni che, in vario modo, sono ritenute divinamente ispirate, anche se alterate e corrotte dal tempo e dalla malvagità umana (Ebraismo, Cristianesimo, Zoroastrismo, religione dei misteriosi Sabei e tutte quelle religioni che sono considerate "proteggibili" dalla società islamica e i cui fedeli sono definiti Ahl al-Kitāb).